# Cerosterna
Cerosterna is een kevergeslacht uit de familie van de boktorren (Cerambycidae). De wetenschappelijke naam van het geslacht werd voor het eerst geldig gepubliceerd in 1835 door Dejean.

## Soorten
Cerosterna omvat de volgende soorten:
- Cerosterna fabricii Thomson, 1865
- Cerosterna fasciculata Aurivillius, 1924
- Cerosterna javana White, 1858
- Cerosterna luteopubens (Pic, 1925)
- Cerosterna perakensis Breuning, 1976
- Cerosterna pollinosa Buquet, 1859
- Cerosterna pulchellator (Westwood, 1837)
- Cerosterna ritsemai Heller, 1907
- Cerosterna scabrator (Fabricius, 1781)
- Cerosterna stolzi Ritsema, 1911
- Cerosterna variegata Aurivillius, 1911